# Boundary Scan Description Language
Die Boundary Scan Description Language (kurz: BSDL) ist eine Sprache zur Beschreibung von Boundary-Scan-Test-Fähigkeiten JTAG-kompatibler elektronischer Bauteile. Der Boundary-Scan-Test ist ein Testverfahren für Digitale Bausteine, mit dem defekte Bauteilpins, defekte Verbindungen auf einer Leiterplatte festgestellt werden können. In digitalen Chips dient das Verfahren auch dem Test der internen Schaltungsfunktion. Ursprünglich definiert in 1149.1b-1994 “Supplement to IEEE Std 1149.1-1990, IEEE standard test access port and boundary-scan architecture” ist BSDL jetzt Teil des 1149.1-2001 “IEEE standard test access port and boundary-scan architecture”.
BSDL basiert auf einer vereinfachten VHDL-Sprachsyntax um zu beschreiben, über welche Boundary-Scan-Test-Fähigkeiten ein elektrisches Bauelement verfügt. Diese Beschreibung wird von den Herstellern als .bsdl-Datei zur Verfügung gestellt. Diese Dateien werden von Boundary Scan Tools dazu benutzt, um Testprogramme für Boundary-Scan-Tests auf Baustein- oder auf Leiterplattenebene zu generieren, oder sie werden bei der Hardware-Fehlerdiagnose eingesetzt.
Eine BSDL-Datei enthält eine Auflistung aller im Baustein vorhandenen Boundary Scan-Zellen und beschreibt, wie diese mit den Bausteinpins verbunden sind, welche Funktion sie haben und wie sie in einem Boundary Scan Test eingesetzt werden können. Die BSDL-Datei enthält außerdem die von dem Baustein unterstützten JTAG-Befehle und ihre OpCodes. Oft sind auch noch Angaben über bei der Nutzung des JTAG-Ports zu beachtende Besonderheiten enthalten. Dies können zum Beispiel besondere Reset-Bedingungen sein.